# 林智勝
林智勝，本名乃耀·阿給（1982年1月1日—），舊漢名為林智盛，為台灣阿美族棒球選手，外號「大師兄」；在2003年底的第一屆替代役選秀會中被第一金剛隊選中，在2004年首次在中華職棒出賽；曾效力於Lamigo桃猿及中信兄弟。目前效力於味全龍，在2013年完成1000安打、100支全壘打和100次盜壘的成就；在2016年初透過自由球員制度轉至中信兄弟；是中華職棒第一位透過自由球員制度轉隊的球員；在2022年轉至味全龍，隔年擊出生涯第300支全壘打，是中華職棒第一位累計全壘打數達300支的球員，也是該聯盟累計最多全壘打數的球員。

## 早期生涯
林智勝舊名為林智盛，阿美族人，童年處在隔代教養的環境，由外祖父及外祖母扶養長大，家境不佳，有時會擔心沒有飯吃；接觸棒球後，以游擊手出身，在學生棒球時期已經是國家隊的常客，包括在小馬聯盟拿下一座冠軍；在高中畢業時，美國職棒西雅圖水手隊有意網羅，但他選擇留在臺灣，加入業餘球隊合作金庫。

## La New熊到Lamigo桃猿時期
林智盛在2003年底參加第一屆替代役選秀會中被握有狀元籤的第一金剛隊選中，成為選秀狀元，2004年球季是他在中華職棒的初登場；隔年在算命師的建議下，他將名字改為林智勝。到2006年，日本職棒千葉羅德海洋隊有意網羅他與吳偲佑，但當時球團只願意讓放行後者。在2009年球季林智勝寫下許多紀錄，在4月30日於羅東棒球場擊出中外野方向的陽春全壘打，為4月份單月10支全壘打，且開季僅出賽20場就已經有10支全壘打，為當時的最快紀錄；同年7月18日於天母棒球場擊出當年第20支全壘打，開季僅56場就累計20支全壘打，為當時本土球員的最快紀錄；當年共擊出31支全壘打，成為聯盟首位單季超過30支全壘打的本土球員。2010年4月1日，於澄清湖棒球場對戰統一7-ELEVEn獅，於比賽第一局時，面對投手陳逸宸時擊出陽春全壘打，為個人生涯第100支全壘打，成為本土球員中最少場數達成之球員，也成為中華職棒史上第十位生涯總全壘打數達到100支的球員。
林智勝在2013年5月達成職棒生涯第1000支安打後，在7月3日達成職棒生涯第100次盜壘，成為中華職棒第五位完成1000安打、100支全壘打和100次盜壘的球員；同年7月18日，Lamigo桃猿於新莊棒球場比賽，球賽結束後，他先搭球隊的巴士回到桃園球場，然後自行開車返回中壢住處，不過在晚間約11點，行經桃園縣中壢市領航北路、中豐北路口時與計程車碰撞，雙方都受傷，警方認為當時有一方駕駛闖紅燈釀禍，林智勝頭部有8公分的撕裂傷，右手軟組織受傷；在進行詳細的核磁共振成像檢查後，發現左膝外側的韌帶斷裂，當季剩餘比賽無法上場；當年下半季後半段起，Lamigo桃猿隊在主場比賽前都會播放林智勝的應援曲讓觀眾為無法上場的他加油。在2015年球季開始前，他與瞿欣怡合著《堅持求勝：林智勝的棒球人生》，由天下文化出版；當年10月12日，於桃園國際棒球場對上統一7-ELEVEn獅，於6局下半，締造個人本季第30次盜壘成功，成為中華職棒聯盟首位達成單季30支全壘打加30次盜壘的球員；普遍認為林智勝在2015年球季打出了生涯最佳的一年，當年他出賽110場，打出156安打，其中包含31支全壘打，打了124分打點，打擊率、上壘率和長打率依序為0.380、0.469和0.689，拿下當年度的最有價值球員獎，之後他行使自由球員後選擇加入中信兄弟，成為聯盟第一位透過自由球員制度轉隊的球員。林智勝在La New熊到Lamigo桃猿時期的應援曲是由少林足球主題曲改編而成，他在此期間主要擔任游擊手，之後在中信兄弟及味全龍均無以游擊手身分出賽，直到2025中華職棒明星賽才再度登板游擊手。

## 中信兄弟時期
林智勝第一次轉隊後應援曲沿用，新背號選32號象徵著突破；林智勝在轉隊之後，延續在前東家後期的連續上壘場次，而在連續85場上壘紀錄時，已超過美國職棒大聯盟名人堂打者威廉斯在1949年的紀錄；在連百場上壘時，登上大聯盟網站首頁，直到6月16日對上義大犀牛的比賽才出現轉隊後首場無上壘，跨季連續上壘場次為109場。在2017年球季後段，球隊發生五虎將事件，使他在這段期間沒有在一軍出賽；當年球季結束後，球團安排他參加澳洲職棒布里斯本俠盜隊一個賽季，出賽39場，打擊率0.311。2019年7月13日，於台中洲際棒球場面對Lamigo桃猿隊，在五局下半面對投手李茲時擊出生涯第10支滿貫全壘打，超越前統一獅隊球員陳政賢於2004年4月17日的9支，成為中華職棒史上最多滿貫全壘打的選手；2020年，改穿3號；2021年，承襲偶像大聯盟全壘打王貝瑞·邦茲(Barry Bonds) 的25號；當年11月21日，於台中洲際棒球場面對樂天桃猿，於七局下半無人出局滿壘的情況下，面對投手曾仁和時擊出反方向的全壘打，為生涯第289支全壘打，追平張泰山中職生涯全壘打紀錄，同時也是生涯第11支滿貫全壘打；當年球季結束，合約到期，而且再度可以行使自由球員制度，最終在與中信兄弟的協調下，球團直接將他列在保護名單外，可以自由的與各隊談約，而且不需要轉隊費，而他選擇加入味全龍。

## 味全龍時期
2022年1月25日，林智勝與味全龍簽下一年合約，達成二度轉隊，同時也是在中華職棒效力的第三支球隊，並準備挑戰生涯300支全壘打的紀錄，背號為31號；同年4月3日，於台南棒球場對戰統一7-ELEVEn獅，於五局上半面對投手王鏡銘時擊出陽春全壘打，為生涯第290支全壘打，寫下中華職棒全壘打紀錄，同時也是跨季連續三場全壘打。2023年4月16日，於樂天桃園棒球場對戰樂天桃猿，於八局上半代打，面對投手豪勁時擊出3分打點全壘打，為生涯第300支全壘打，使他成為中華職棒歷史上首位達成生涯累計300支全壘打的打者，在賽後，樂天桃猿的DJ播放他在Lamigo桃猿時的應援曲 2025年3月31日，林智勝召開引退記者會，宣布打完該年賽季後將高掛球鞋。

## 職棒生涯成績
- (粗黑體字為該年度最佳或最高成績)

| 年度 | 球隊       | 出賽 | 打數 | 安打 | 全壘打 | 打點 | 得分 | 盜壘 | 四死 | 被三振 | 壘打數 | 雙殺打 | 打擊率 | 上壘率 | 長打率 | 整體攻擊指數 |
| ---- | ---------- | ---- | ---- | ---- | ------ | ---- | ---- | ---- | ---- | ------ | ------ | ------ | ------ | ------ | ------ | ------------ |
| 2004 | La New熊   | 57   | 220  | 70   | 11     | 56   | 37   | 13   | 23   | 47     | 116    | 2      | 0.318  | 0.380  | 0.527  | 0.907        |
| 2005 | La New熊   | 81   | 309  | 88   | 16     | 45   | 46   | 8    | 31   | 76     | 148    | 10     | 0.285  | 0.348  | 0.479  | 0.827        |
| 2006 | La New熊   | 98   | 371  | 108  | 12     | 64   | 63   | 14   | 46   | 64     | 166    | 6      | 0.291  | 0.364  | 0.447  | 0.811        |
| 2007 | La New熊   | 80   | 289  | 90   | 16     | 59   | 58   | 5    | 40   | 49     | 159    | 14     | 0.311  | 0.394  | 0.550  | 0.944        |
| 2008 | La New熊   | 79   | 289  | 92   | 11     | 65   | 52   | 11   | 44   | 67     | 143    | 7      | 0.318  | 0.395  | 0.495  | 0.890        |
| 2009 | La New熊   | 108  | 431  | 143  | 31     | 111  | 87   | 11   | 40   | 89     | 273    | 13     | 0.332  | 0.385  | 0.633  | 1.018        |
| 2010 | La New熊   | 117  | 443  | 138  | 21     | 79   | 71   | 12   | 51   | 105    | 228    | 8      | 0.312  | 0.380  | 0.515  | 0.895        |
| 2011 | Lamigo桃猿 | 92   | 375  | 126  | 18     | 68   | 72   | 8    | 31   | 72     | 209    | 9      | 0.336  | 0.383  | 0.557  | 0.940        |
| 2012 | Lamigo桃猿 | 99   | 363  | 115  | 24     | 82   | 87   | 10   | 62   | 83     | 210    | 10     | 0.317  | 0.413  | 0.579  | 0.992        |
| 2013 | Lamigo桃猿 | 48   | 164  | 56   | 5      | 29   | 31   | 10   | 27   | 25     | 88     | 6      | 0.341  | 0.430  | 0.537  | 0.967        |
| 2014 | Lamigo桃猿 | 109  | 391  | 109  | 11     | 73   | 53   | 14   | 44   | 87     | 173    | 9      | 0.279  | 0.348  | 0.442  | 0.790        |
| 2015 | Lamigo桃猿 | 110  | 411  | 156  | 31     | 124  | 106  | 30   | 76   | 91     | 283    | 10     | 0.380  | 0.469  | 0.689  | 1.158        |
| 2016 | 中信兄弟   | 104  | 401  | 135  | 34     | 107  | 100  | 8    | 64   | 77     | 260    | 11     | 0.337  | 0.420  | 0.648  | 1.068        |
| 2017 | 中信兄弟   | 56   | 205  | 59   | 12     | 40   | 34   | 4    | 36   | 59     | 107    | 4      | 0.288  | 0.389  | 0.522  | 0.911        |
| 2018 | 中信兄弟   | 58   | 158  | 42   | 4      | 24   | 22   | 0    | 17   | 32     | 69     | 4      | 0.266  | 0.333  | 0.437  | 0.770        |
| 2019 | 中信兄弟   | 108  | 378  | 110  | 26     | 78   | 67   | 2    | 45   | 107    | 203    | 6      | 0.291  | 0.364  | 0.537  | 0.901        |
| 2020 | 中信兄弟   | 40   | 115  | 30   | 3      | 18   | 14   | 0    | 26   | 29     | 46     | 2      | 0.261  | 0.397  | 0.400  | 0.797        |
| 2021 | 中信兄弟   | 33   | 65   | 12   | 3      | 13   | 10   | 0    | 10   | 19     | 24     | 3      | 0.185  | 0.289  | 0.369  | 0.658        |
| 2022 | 味全龍     | 103  | 347  | 104  | 10     | 62   | 37   | 0    | 55   | 94     | 150    | 8      | 0.300  | 0.392  | 0.432  | 0.824        |
| 2023 | 味全龍     | 81   | 185  | 48   | 4      | 27   | 13   | 0    | 21   | 57     | 64     | 7      | 0.259  | 0.332  | 0.346  | 0.678        |
| 2024 | 味全龍     | 28   | 68   | 15   | 1      | 7    | 6    | 0    | 5    | 15     | 24     | 2      | 0.221  | 0.274  | 0.353  | 0.627        |
| 合計 | 21年       | 1689 | 5978 | 1846 | 304    | 1231 | 1066 | 160  | 794  | 1344   | 3143   | 151    | 0.309  | 0.386  | 0.526  | 0.912        |

## 生涯的年度獎項
以下是林智勝在中華職棒生涯所獲得的年度獎項：
- 6次中華職棒年度總冠軍：2006、2012、2014、2015、2021、2023
- 3次中華職棒全壘打王：2009、2010、2012
- 1次中華職棒打點王：2010
- 8次中華職棒最佳十人獎：2006、2007、2008、2009、2012、2015（游擊手）；2016(二壘手)；2022(指定打擊)
- 1次中華職棒金手套獎：2007（游擊手）
- 1次中華職棒年度最有價值球員獎：2015

## 國際賽成就
林智勝擁有多次國家隊入選經驗，以下是他重要的時刻：
- 在2006年杜哈亞運中，金牌賽面對日本隊，林智勝擊出再見安打使中華成棒隊拿到金牌[41]。
- 在2015年世界棒球12強賽中，預賽第四場對古巴隊，在八局下半第二次遭到對手故意四壞保送前一棒郭嚴文，林智勝擊出帶有三分打點的全壘打，突破平手的僵局，最終率隊以4-1擊敗古巴，也是台灣在29年以來再次於國際賽擊敗古巴[42]。

## 其他事件
2008年4月4日在澄清湖棒球場對戰兄弟象隊，林智勝在九局下半先是以回壘不及被判出局，然後隊友石志偉擊出內野滾地球出局，這兩項判決令他相當不滿，使他朝一壘審江春緯衝撞，事後他也在部落格發表言論，但聯盟認為有與事實不符，影響中華職棒聯盟形象，初步判處罰款11萬元新台幣和無限期停賽；之後林智勝前往聯盟方開記者會道歉，故聯盟後來改為禁賽15場，同時罰款18萬元新台幣。
2011年1月11日為Lamigo桃猿隊北遷後的開訓日，林智勝因薪資的協商沒有定案而未出席體檢及春訓開訓，是該隊史上第一起罷訓事件；隔日雖向球隊報到，但最後仍被處以罰金10萬元新台幣；數日後與Lamigo桃猿簽下五年總值3,000萬元合約。林智勝在轉往中信兄弟後，針對前東家Lamigo桃猿隊將原背號31號給外籍球員拿威之事，他表示他要創造32號的歷史，不會回原球隊退休。

## 個人興趣與生活
林智勝在2005年與女友王薇欣結婚，兩人在2010年迎來一對龍鳳胎。林智勝喜歡唱歌，在Lamigo桃猿於2013年起舉辦動紫趴及阿迷趴後，並經常在賽後演唱會上台演唱，也曾經於當年季末開小型付費演唱會。

## 相關著作
- 堅持求勝：林智勝的棒球人生

## 外部連結
- 林智勝的Facebook專頁
- 林智勝在台灣棒球維基館上的頁面（繁體中文）
- 林智勝在美國職棒官網（英语）
- 林智勝在中華職棒官網
- 林智勝在Baseball-Reference.com（小聯盟以及海外聯盟）（英语）
- 林智勝在The Baseball Cube（英语）
- 林智勝在Olympedia（英语）

| 獎項                        | 獎項                                                 | 獎項                        |
| --------------------------- | ---------------------------------------------------- | --------------------------- |
| 前任： 首位                 | 中華職棒代訓選秀狀元 2003年                          | 繼任： 黃正偉               |
| 前任： 布雷 林泓育          | 中華職棒全壘打王 2009年-2010年 2012年                | 繼任： 林泓育 林益全        |
| 前任： 林益全               | 中華職棒打點王 2010年                                | 繼任： 林泓育               |
| 前任： 林志祥               | 中華職棒最佳十人獎(二壘手) 2016年                    | 繼任： 郭嚴文               |
| 前任： 鄭昌明 王勝偉 陳鏞基 | 中華職棒最佳十人獎(游擊手) 2006-2009年 2012年 2015年 | 繼任： 鄭兆行 王勝偉 林承飛 |
| 前任： 鄭昌明               | 中華職棒金手套獎(游擊手) 2007年                      | 繼任： 王勝偉               |
| 前任： 布雷 藍寅倫          | 中華職棒全壘打大賽冠軍 2009年 2015-2016年            | 繼任： 郭俊佑 陽耀勳        |
| 前任： 陳元甲               | 中華職棒明星賽MVP 2009年                             | 繼任： 高國慶               |
| 前任： 王鏡銘 余德龍        | 中華職棒總冠軍最有價值球員獎 2012年 2015年           | 繼任： 高國慶 林哲瑄        |